# Medonosná rostlina

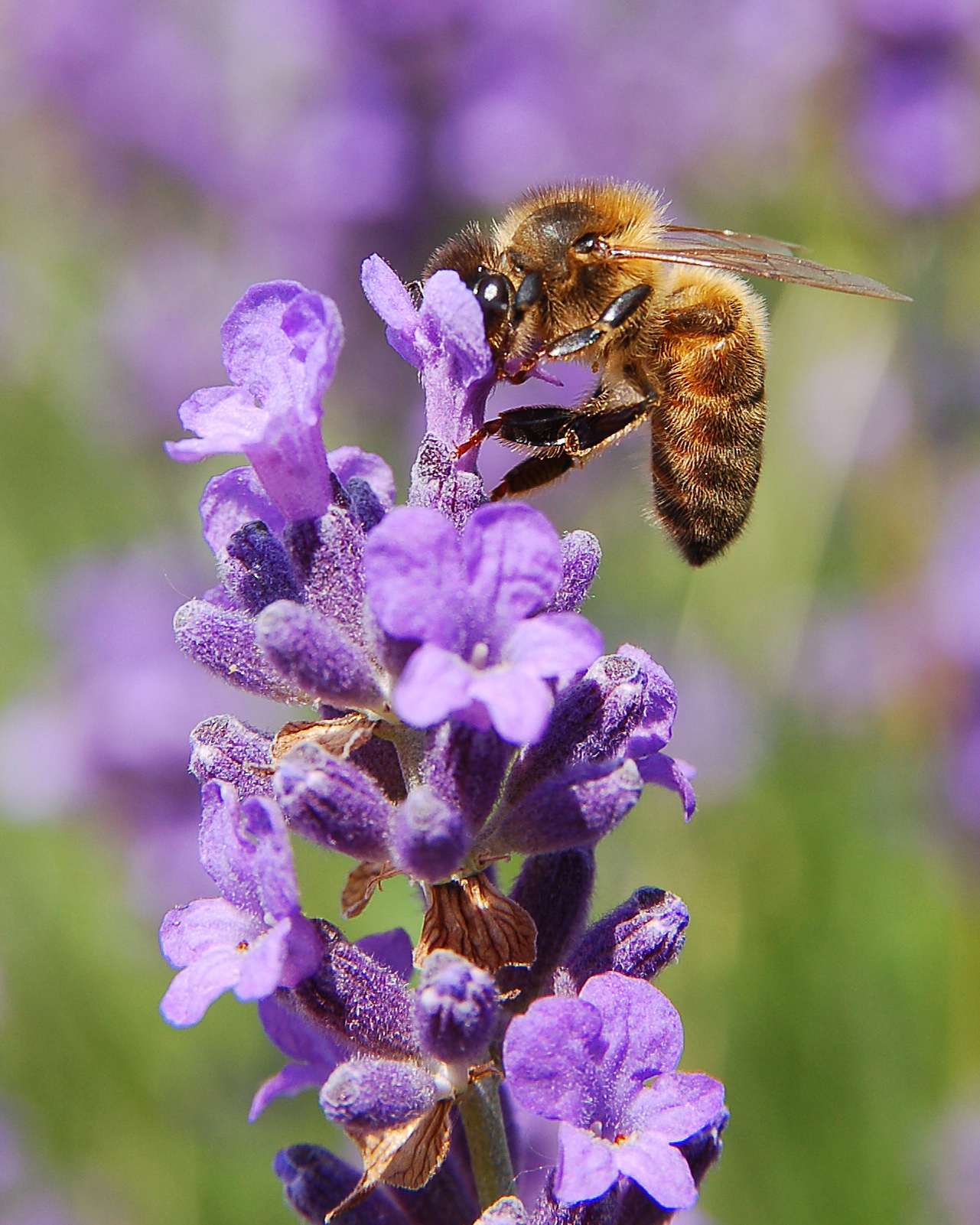
Včela na levanduli

Medonosné rostliny je vžitý, avšak nepřesný výraz pro rostliny, které poskytují včelám a jinému opylujícímu hmyzu dostatek zdrojů pro výživu a případně i tvorbu medu (hotový med rostliny neprodukují). Těmito zdroji jsou především pyl sloužící pro výživu, nektar či sladká medovice jako energetický zdroj a surovina pro výrobu medu; dalšími mohou být např. pryskyřice či olejnaté látky pro výrobu propolisu. Vzhledem k významu těchto rostlin pro včelařství jsou také nazývány rostliny včelařské; mnohé z nich však využívají i živočichové netvořící med využitelný člověkem, kteří přitom coby opylovači (nejenom) kulturních plodin mohou být stejně efektivní či dokonce efektivnější než domestikovaná včela medonosná: jedná se především o čmeláky, samotářské včely a pestřenky. Živí se na nich pochopitelně ale i další druhy blanokřídlého a jiného hmyzu, brouci nebo motýli; v Jižní Americe opylují některé květy ptáci (kolibříci) a v Austrálii letouni (kaloni).
Rostliny poskytující pyl či nektar, někdy obojí, jsou obvykle krytosemenné hmyzosnubné (entomofilní); pyl však hmyz může sbírat i na rostlinách větrosnubných (anemogamních). Rostliny mají jako lákadlo pro hmyz v květech připravený nektar, který vábí hmyz svou vůní, a přebytek pylu. Lákají hmyz do svých květů za účelem přenosu svého pylu na svou bliznu – rostliny samosprašné (autogamní), nebo cizího pylu na svou bliznu – rostliny cizosprašné (allogamní).
Pořadí významnosti jednotlivých druhů medonosných rostlin pro tvorbu medu nelze stanovit. Při hodnocení významu jde jednak o čistou produkci nektaru, jednak o jeho cukernatost; dalšími faktory jsou množství a výživná hodnota pylu a v neposlední řadě též fenologie rostliny, tedy čas, kdy své produkty hmyzu poskytuje. Například krokus nemá mnoho pylu ani nektaru a nekvete v hojném počtu, podobně lískový pyl není příliš výživný, je však důležitý tím, že bývá v předjaří a časném jaře první potravou včel. A břečťan popínavý nebo nepříjemný plevel zlatobýl zase kvetou v pozdním létě, kdy většina jiných medonosných rostlin je již odkvetlá.
Nejdůležitější středoevropské medonosné rostliny zajišťující hlavní letní snůšku včel jsou řepka, maliník, akát, jetel, vojtěška a slunečnice; další mají význam pro snůšku zahajovací (v brzkém jaře, při obnově společenstva po zimním období) nebo podzimní (pro tvorbu zásob a vychování přezimující generace).

## Základní charakteristika a přehled medonosných rostlin

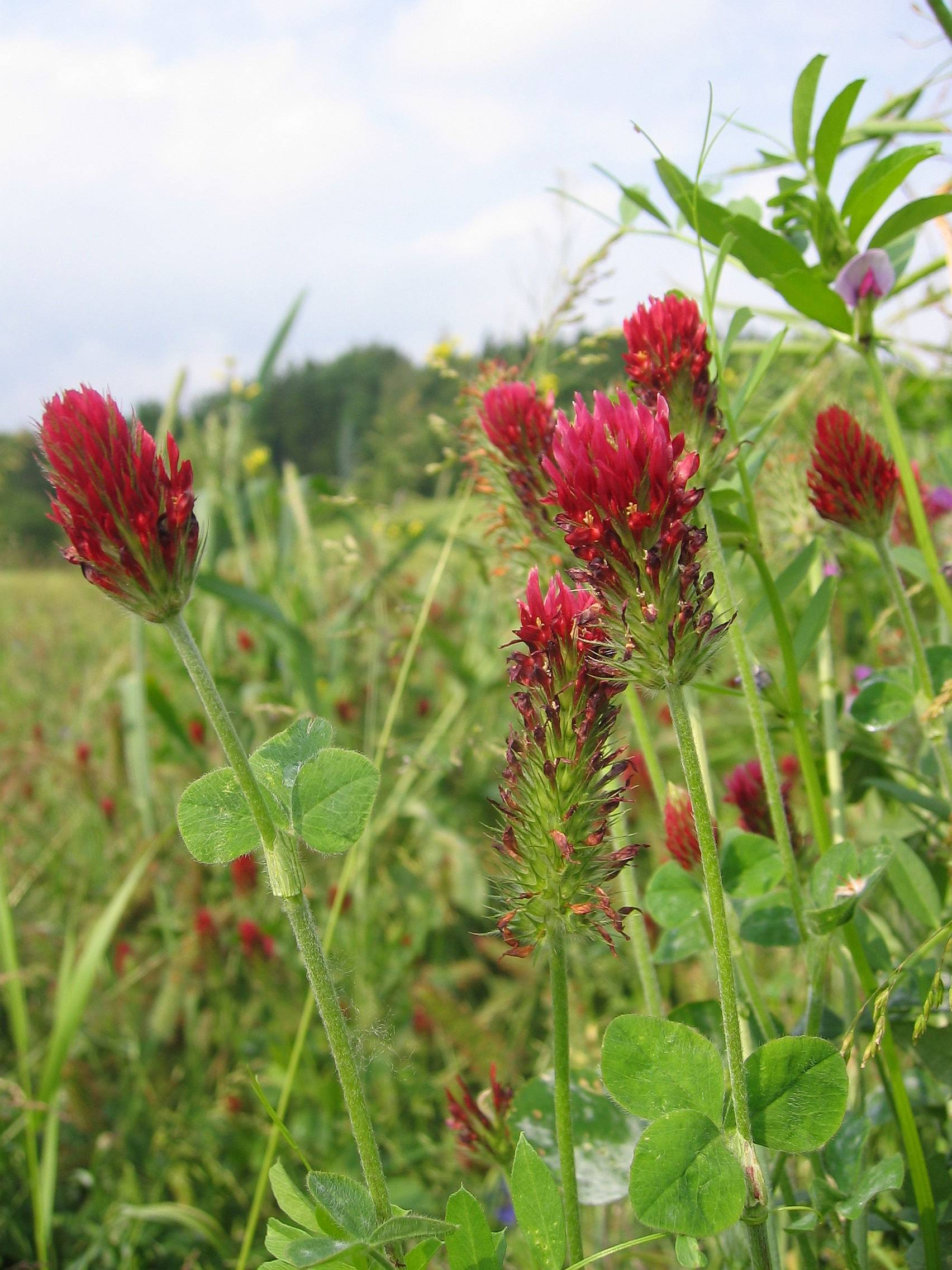
Jetel inkarnát (Trifolium incarnatum)

Medonosné rostliny můžeme rozdělit podle druhu a příčiny poskytování „lákadel“ do tří skupin; ve středoevropských podmínkách patří k nejvýznamnějším následující:

### Rostliny nektarodárné
Vytvářejí cukerný roztok (nektar) v květních či mimokvětních nektariích. Obsah a poměr jednotlivých druhů cukrů je charakteristický pro některé čeledi rostlin; převládat v něm může sacharóza, fruktóza nebo glukóza, v malém množství jsou zastoupeny i ostatní cukry (maltóza, galaktóza a další). K významným nektarodárným dřevinám patří ty ovocné z čeledi růžovitých, především maliník, ostružiník, jabloň a mnohé rostliny z rodu slivoň (Prunus, např. broskvoň, meruňka, mandloň), dále např. krušina olšová, brusnice borůvka, trnovník akát, javory (především klen; poskytují též pyl), pámelník, břečťan, jerlín japonský, jírovec maďal, loubinec, meruzalky, skalníky, žanovec měchýřník, vřes nebo hloh. 
Z bylin se významné nektarodárné rostliny vyskytují v čeledi hluchavkovitých (šalvěje, mateřídoušky, čistce, šanty, hluchavky, dobromysl, jablečník, saturejka, levandule, měrnice černá...), brutnákovitých (brutnák, svazenka, hadinec, kostival, pilát lékařský) nebo miříkovitých (máčka ladní); dále mezi ně patří čekanka, bělotrn, většina rodu česnek (Allium), chrastavec a příbuzné druhy z bývalé čeledi štětkovitých, chrpy (ty poskytují též cenný pyl), jetele, jirnice modrá, kakost luční, komonice, kyprej vrbice, netýkavky, pampeliška, rozrazil, řepka olejka, tykve, pcháče, routa, všechny druhy slézu a další; mnohé z nich poskytují i bohatý zdroj pylu. Dosti nektaru obsahuje též lípa, má však jen malou cukernatost a u některých druhů též nevhodnou skladbu co do výživy hmyzu.

### Rostliny pylodárné

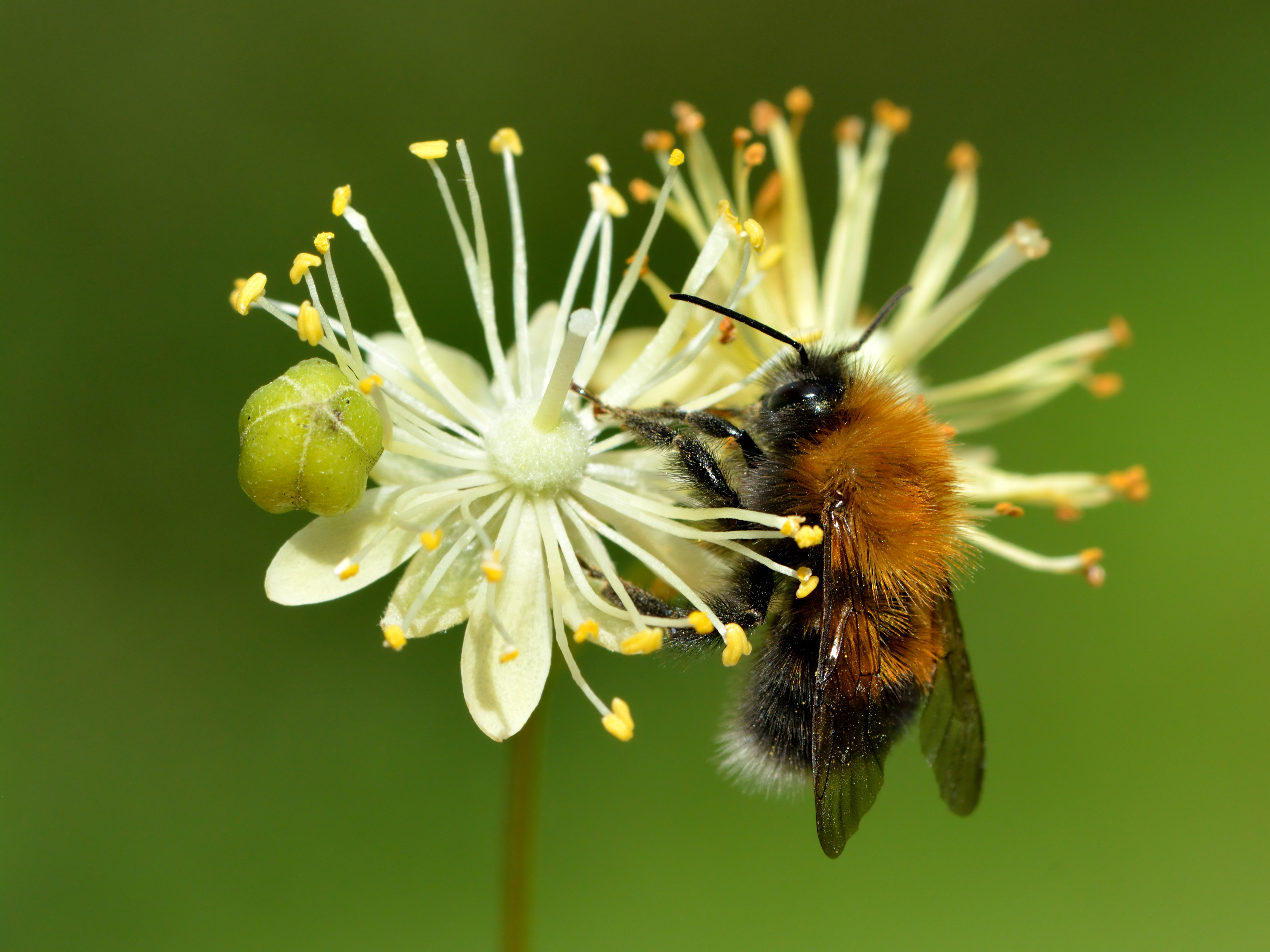
Lípa malolistá (Tilia cordata)

Rostlinný pyl obsahující množství bílkovin, škrobů, tuků, aminokyselin, vitamínů a minerálů je hlavním zdrojem výživy pro včely. Velmi výživný pyl produkují zejména vrby, přičemž některé z nich (např. vrba jíva) jsou krom toho cenné ještě brzkým jarním kvetením, a dále některé ovocné dřeviny (hrušeň, jabloň, třešeň, trnka), lípa, jitrocel, mák, cibule, bob obecný, brutnák, kukuřice, divizna, třezalka nebo netřesk. Málo výživný pyl mají naopak jehličnany a většina trav.

### Rostliny hostící producenty medovice
Mnohé dřeviny, například zmiňované jehličnany, mohou ve větší míře hostit producenty medovice, jimiž bývají především zástupci stejnokřídlého a polokřídlého hmyzu (mšice, puklice, červci, medovnice, mery a další). K ceněným medovicovým medům paří „jedlový“, „smrkový“, medovici včely hojně sbírají též na javorech, na borovici, na dubech, modřínech, topolech, vrbách, břízách, lípách či na bucích. V lesních porostech bývá nejvíce medovice při přemnožení jejích producentů, které se zpravidla kryje se semennými roky stromů, které tehdy mají nejvíce živin.

## Význam a pěstování medonosných rostlin

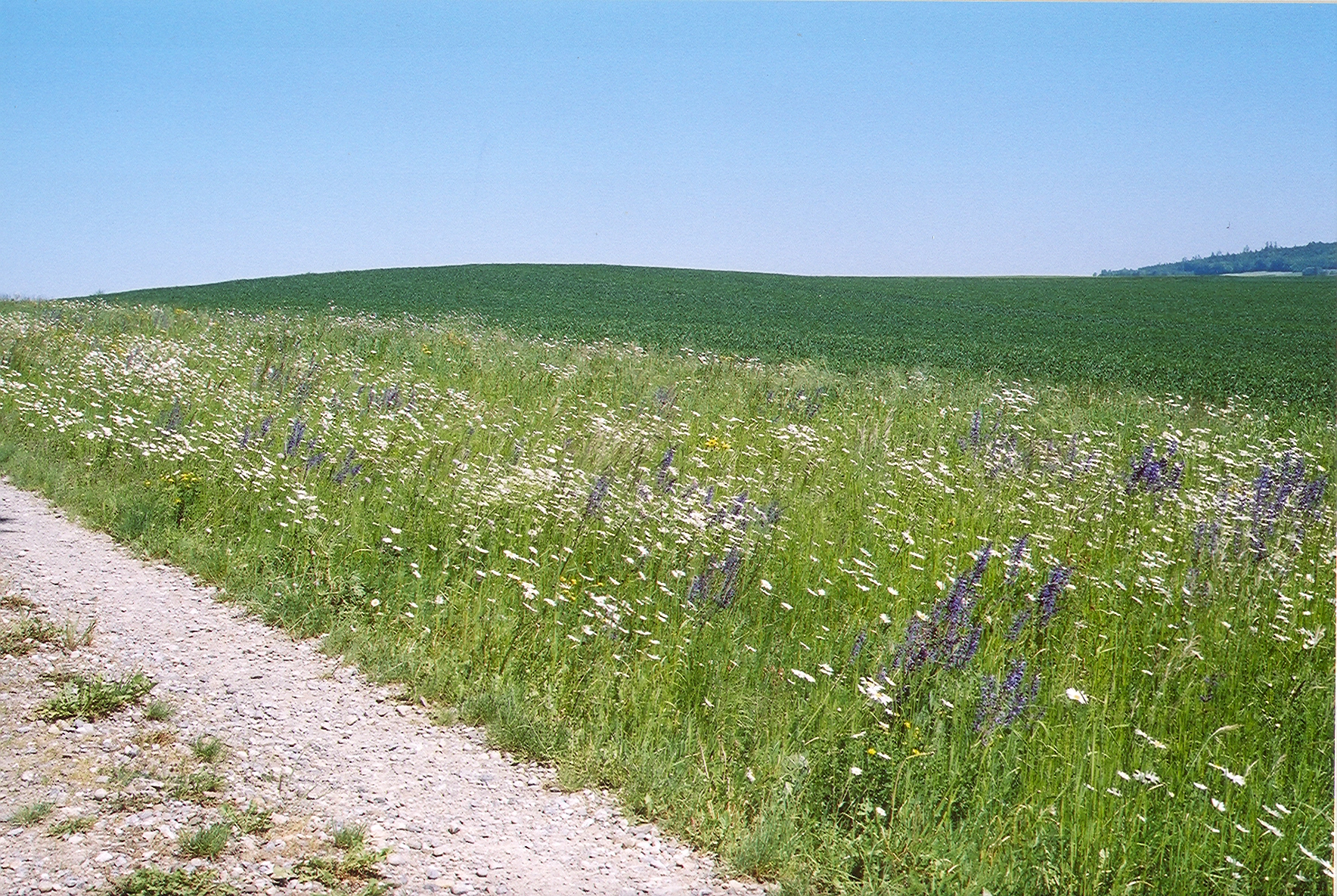
Květnatý biopás podél polní cesty

Pro produkci medu mají význam především velké plochy zemědělsky pěstovaných rostlin (viz výše); přírodních zdrojů snůšky je v kulturní krajině méně a často je nutno mezi nimi se včelstvy kočovat. Vzhledem ke klíčovému významu medonosných rostlin pro populace hmyzích opylovačů, mnohdy ohrožených až vymírajících, se lze ve městské zeleni i v zemědělské krajině stále častěji setkat s jejich podporou v podobě zakládání „motýlích“ květnatých luk, úhorů, nektarodárných biopásů a jiných podobných prvků. Zásadní je též ochrana druhové pestrosti planě rostoucích rostlinných společenstev. V malém měřítku lze realizovat například výsadbu kvetoucích, léčivých a kořeninových rostlin v soukromých zahradách.